# Jorge Cafrune
 (février 2012).
Si vous disposez d'ouvrages ou d'articles de référence ou si vous connaissez des sites web de qualité traitant du thème abordé ici, merci de compléter l'article en donnant les références utiles à sa vérifiabilité et en les liant à la section « Notes et références ».
Jorge Antonio Cafrune (né à Jujuy, Argentine, le 8 août 1937 - mort à Tigre, Argentine, le 1er février 1978), surnommé El Turco (Le Turc), fut un des chanteurs du folklore argentin les plus populaires de son époque, ainsi qu'un infatigable chercheur et compilateur de la culture de son pays.

## Biographie
Jorge Cafrune est né au sein d'une famille d'origine arabe puisque ses grands-parents étaient originaires de Syrie et du Liban. C'est la raison pour laquelle il a été surnommé Le Turc, surnom donné habituellement en Argentine aux descendants de familles arabes.
Il a étudié à San Salvador de Jujuy, et a pris des cours de guitare. Sa famille a ensuite déménagé à Salta, où il a rencontré Luis Alberto Valdez, Tomás Campos et Gilberto Vaca, avec qui il a créé son premier groupe, nommé Las Voces de Huayra et enregistré son premier disque. Le groupe est découvert par Ariel Ramírez, qui l'accompagnera durant une tournée. Le groupe finit par se séparer.
Cafrune crée ensuite un nouveau groupe nommé Los cantores del Alba, avec Tomás Campos, Gilberto Vaca et Javier Pantaleón. Puis il décide de mener sa propre carrière en solitaire et quitte donc le groupe en 1960. Après des débuts difficiles, il parvient à se faire connaitre. Il parcourt son pays en recueillant le folklore des gauchos qu'il contribue à faire connaitre sur les scènes d'Argentine.
Dans les années 1970, Jorge Cafrune passe plusieurs années en Espagne où il épouse Lourdes López Garzón. Il retourne en Argentine en 1977, alors que le pays est gouverné par le dictateur Jorge Rafael Videla. Lors du festival de Cosquín (janvier 1978), son public lui demande une chanson alors interdite (Zamba de mi esperanza). Cafrune accepte de l'interpréter, en affirmant que "si [son] peuple [lui] demande cette chanson, [il] la lui chante". Teresa Celia Meschiati affirme que cela déplut au régime militaire en place. Le lieutenant Carlos Enrique Villanueva affirme qu'il fallait supprimer Cafrune "comme exemple pour les autres".
Le 31 janvier 1978, voulant rendre hommage à José de San Martín, Cafrune entreprit une traversée à cheval pour se rendre à Yapeyú, lieu de naissance du libérateur. Cette nuit-là, il fut renversé près de Benavídez par une camionnette conduite par un jeune homme de 19 ou 20 ans, Héctor Emilio Díaz. Cafrune mourut quelques heures plus tard. Bien que cela n'ait jamais été prouvé, cet accident est en général considéré comme un attentat dû au régime militaire de l'époque.

### Vie privée
Il est le père de Yamila Cafrune.

## Discographie officielle
| Titre                                                                          | Année | Editeur  |
| ------------------------------------------------------------------------------ | ----- | -------- |
| Las voces de Huayra                                                            | 1957  | Columbia |
| Folklore                                                                       | 1962  | H. y R.  |
| Tope puestero                                                                  | 1962  | H. y R.  |
| Cafrune                                                                        | 1962  | H. y R.  |
| Jorge Cafrune                                                                  | 1962  | H. y R.  |
| Emoción, Canto y Guitarra                                                      | 1964  | CBS      |
| Cuando llegue el alba                                                          | 1964  | CBS      |
| Que seas vos                                                                   | 1964  | CBS      |
| Ando cantándole al viento y no sólo por cantar                                 | 1965  | CBS      |
| El Chacho, Vida y obra de un caudillo                                          | 1965  | CBS      |
| La Independencia                                                               | 1966  | CBS      |
| Yo digo lo que siento                                                          | 1966  | CBS      |
| Jorge Cafrune                                                                  | 1967  | CBS      |
| Yo he visto cantar al viento                                                   | 1968  | CBS      |
| Este destino cantor                                                            | 1969  | CBS      |
| Zamba por vos                                                                  | 1969  | CBS      |
| Jorge Cafrune interpreta a José Pedroni                                        | 1970  | CBS      |
| Lindo haberlo vivido para poderlo contar                                       | 1971  | CBS      |
| Labrador del canto                                                             | 1971  | CBS      |
| Yo le canto al Paraguay                                                        | 1971  | CBS      |
| Virgen india (con Marito)                                                      | 1972  | CBS      |
| Aquí me pongo a contar… Cosas del Martín Fierro                                | 1972  | CBS      |
| De mi madre (con Marito)                                                       | 1972  | CBS      |
| De lejanas tierras. Jorge Cafrune le canta a Eduardo Falú y Atahualpa Yupanqui | 1972  | CBS      |
| Siempre se vuelve                                                              | 1975  | CBS      |
| Jorge Cafrune en las Naciones Unidas                                           | 1976  | CBS      |